# Max Beckmann
Max Beckmann (Lipsia, 12 febbraio 1884 – New York, 27 dicembre 1950) è stato un pittore tedesco.

## Tra impressionismo ed espressionismo
Max Beckmann nacque a Lipsia il 12 febbraio 1884 da Antoinette Henriette Bertha Dübere e Carl Heinrich Christian Beckmann. Cominciò precocemente a disegnare e dipingere e nel 1899 entrò nell'Accademia di Weimar, dove restò fino al 1903. Dopo lunghi viaggi per l'Europa, rimanendo particolarmente colpito da Parigi e Firenze (dove ebbe modo di ammirare le opere di maestri antichi come Rembrandt, Piero della Francesca e Luca Signorelli), si stabilì infine a Berlino, dove nel 1906 si aggregò al gruppo artistico della Secessione e dove restò fino al 1915.
Con le opere di questo periodo, caratterizzate da un forte timbro sentimentale, Beckmann rimase in una posizione per certi versi ambigua, cercando un compromesso tra il tardo impressionismo e il nascente espressionismo.

## La scelta dell'espressionismo
Beckmann partecipò ai primi mesi della prima guerra mondiale, ma fu congedato dopo un esaurimento nervoso. Quest'esperienza influenzò notevolmente la sua arte, facendogli prendere con sempre maggiore decisione la via dell'espressionismo. Nel 1915 lasciò Berlino per Francoforte, dove insegnò nella locale Scuola di belle arti fino al 1933. Sotto l'influenza delle deformazioni espressioniste di Otto Dix, le opere di questo periodo uscirono definitivamente dall'orbita dell'impressionismo della Secessione berlinese per rispecchiare, con crudo verismo, il tragico clima della prima guerra mondiale. Nella sua pittura entrarono temi angosciosi e violenti, di dolore, di morte, di abiezione sociale e morale, svolti con sempre maggiore incisività e semplicità di forme, con complesse allusioni simboliche e forti deformazioni espressive. Il suo stile divenne angoloso e concitato, con una squadratura sempre più dura e aggressiva dei volumi, influenzato in questo dal cubismo.
Verso il 1923, all'interno di una generale ripresa classicista, Beckmann accentuò la semplificazione della forma, senza per questo mettere in discussione il suo espressionismo. Accanto alla figura umana e alla condizione dell'uomo, che rimasero sempre i soggetti principali, cominciò a interessarsi alla natura morta e al paesaggio, rendendo le sue opere meno morbose e atroci. Lo stile diventò più disteso, probabilmente a causa dei crescenti contatti con la pittura francese, anche se la sua arte conservò sempre la sua aspra forza e la sua enigmatica e meditativa concentrazione sulla realtà.
Col 1928, in seguito ai contatti sempre più frequenti con la cultura parigina, Beckmann iniziò un processo di accentuazione cromatica. Fu questa la fase matura della sua arte, che si concretizzò in grandi quadri allegorici per la profonda impressione avuta dalle opere di Hieronymus Bosch, studiate approfonditamente nei suoi viaggi a Parigi di quel periodo.

## La tragedia del nazismo

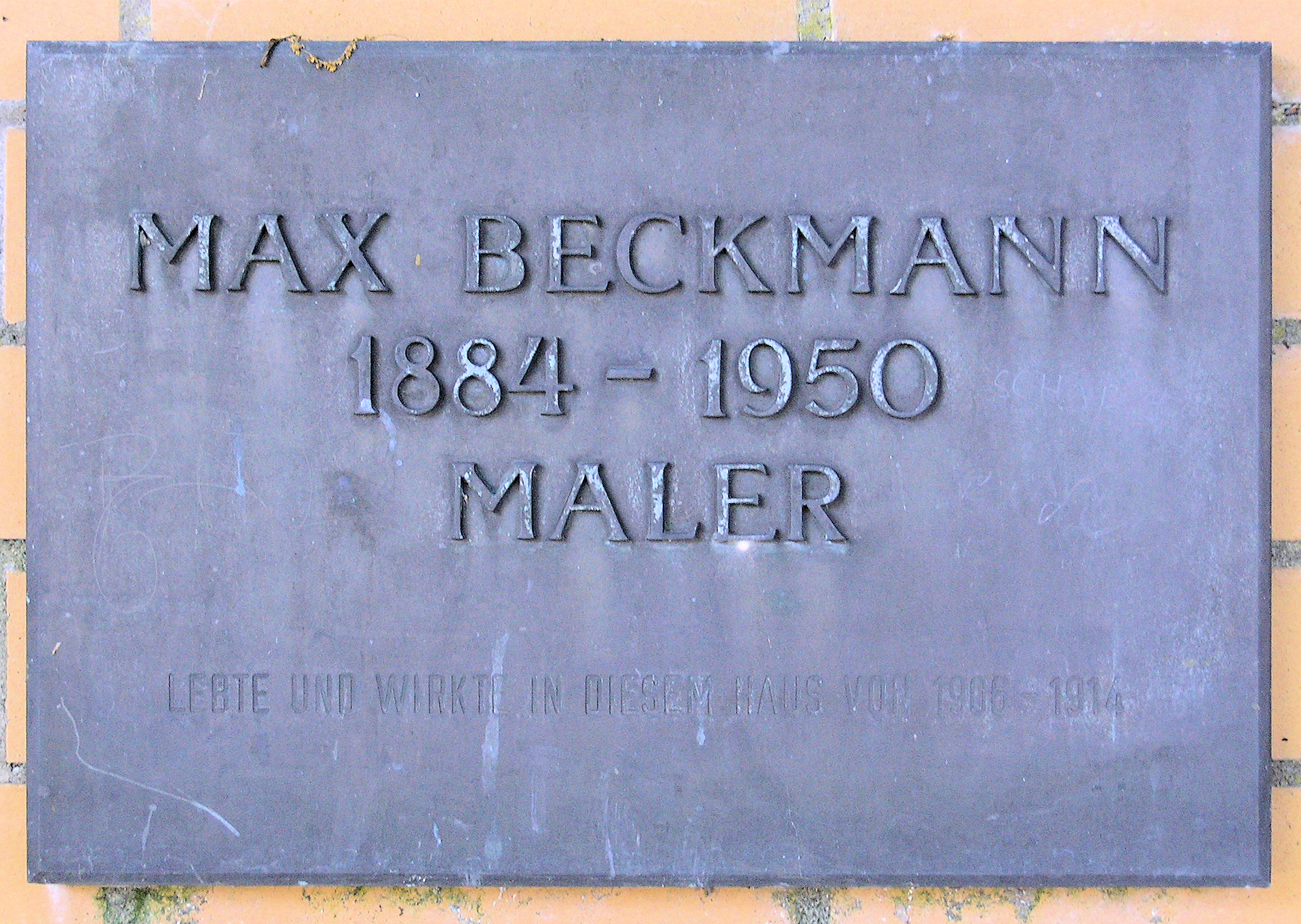
Lapide sulla casa dove Max Beckmann abitò a Berlino tra il 1906 e il 1914

In quegli anni Beckmann vide con orrore e spavento la nascita e la crescita del nazismo: molti suoi lavori del periodo rappresentarono scene di vita quotidiana, ma con corpi grotteschi e mutilati; in queste opere l'artista rappresentò le sue terribili esperienze legate alla prima guerra mondiale e prefigurò la catastrofe immane che il nazismo avrebbe causato negli anni seguenti. Nel 1933, dopo la presa del potere da parte del partito nazista in Germania, fu costretto a lasciare la Scuola di belle arti di Francoforte. Nel 1937 la sua arte fu condannata dai nazisti come arte degenerata; nello stesso anno Beckmann lasciò la Germania.
Visse ad Amsterdam per dieci anni e nel 1947 si trasferì negli Stati Uniti per insegnare a St. Louis e a New York. Morì stroncato da un infarto il 27 dicembre 1950 a New York, all'angolo tra la 69ª Strada Est e Central Park West, mentre si recava a una mostra al vicino Metropolitan.